# Rugstreeppad
De rugstreeppad (Epidalea calamita) is een kikker uit de familie padden (Bufonidae). Het is een middelgrote soort die vaak te herkennen is aan een geelachtige lengtestreep op het midden van de rug. De pad komt voor in grote delen van Europa en kan ook worden gevonden in België en Nederland in zanderige streken.

## Naamgeving
De soort werd voor het eerst wetenschappelijk beschreven door Josephus Nicolaus Laurenti in 1768. Oorspronkelijk werd de wetenschappelijke naam Bufo calamita gebruikt. Lange tijd werd voor deze soort de geslachtsnaam Bufo gebruikt, waardoor deze naam in de literatuur nog veel voorkomt. De bioloog Frost deelde de rugstreeppad aan de hand van genetische kenmerken in bij het monotypische geslacht Epidalea.
De Nederlandstalige naam rugstreeppad slaat op de gelige lengtestreep op het midden van de rug.

## Uiterlijke kenmerken
De vrouwtjes worden ongeveer vijf tot acht centimeter lang, de mannetjes blijven wat kleiner en bereiken een lengte van ongeveer vier tot zeven cm; alleen exemplaren rond de Middellandse Zee kunnen negen cm bereiken. De meeste in het veld gevonden exemplaren bereiken een lengte van vijf tot zes centimeter. De kleur is meestal bruin tot groen met donkere vlekken op de rug. Er zijn verschillende kleurvariaties, van egaal bruin, zandkleurig of roodbruin tot lichtgrijs met rafelige, bruinzwarte tot groene vlekken; de wratten op de rug neigen vaak naar rood. De kop is zeer stomp en heeft kleine ogen met een gele tot groene iris, wat een onderscheid is met andere soorten, de pupil is horizontaal.
De rugstreeppad is te herkennen aan de gele streep die vanaf de achterzijde van het lichaam over de rug doorloopt tot bij de ogen of zelfs tussen de neusgaten. Andere kenmerken zijn de min of meer driehoekige gifklieren achter de ogen die de parotoïden worden genoemd. De achterpoten zijn korter dan die van andere soorten en daardoor kan de pad nauwelijks springen maar kan wel hard lopen.
Mannetjes zijn van vrouwtjes te onderscheiden door de dikkere voorpoten en de drie paarkussentjes op de eerste drie vingers van de voorpoten, die in de paartijd donkerder kleuren. De keel van het mannetje is doorgaans blauw gekleurd en heeft in tegenstelling tot het vrouwtje een kwaakblaas, die echter klein is en niet goed zichtbaar.

### Onderscheid met andere soorten
De rugstreeppad is vaak eenvoudig van andere soorten te onderscheiden door de gele streep op het midden van de rug. Indien deze in uitzonderlijke gevallen ontbreekt kan de soort van de gewone pad worden onderscheiden door de parotoïden; de gifklieren achter de ogen. Deze zijn bij de gewone pad halvemaan-vormig gekromd, ze lopen aan de achterzijde uit elkaar. Bij de rugstreeppad zijn de parotoïden recht en meer driehoekig van vorm. Een ander belangrijk kenmerk is de horizontale pupil, de knoflookpad en de vroedmeesterpad hebben een verticale pupil. De groene pad heeft vrijwel altijd vele groene vlekken en mist de streep op de rug. Determinatie is ook mogelijk door de lengte van de voorpoten te vergelijken.

## Verspreiding en habitat

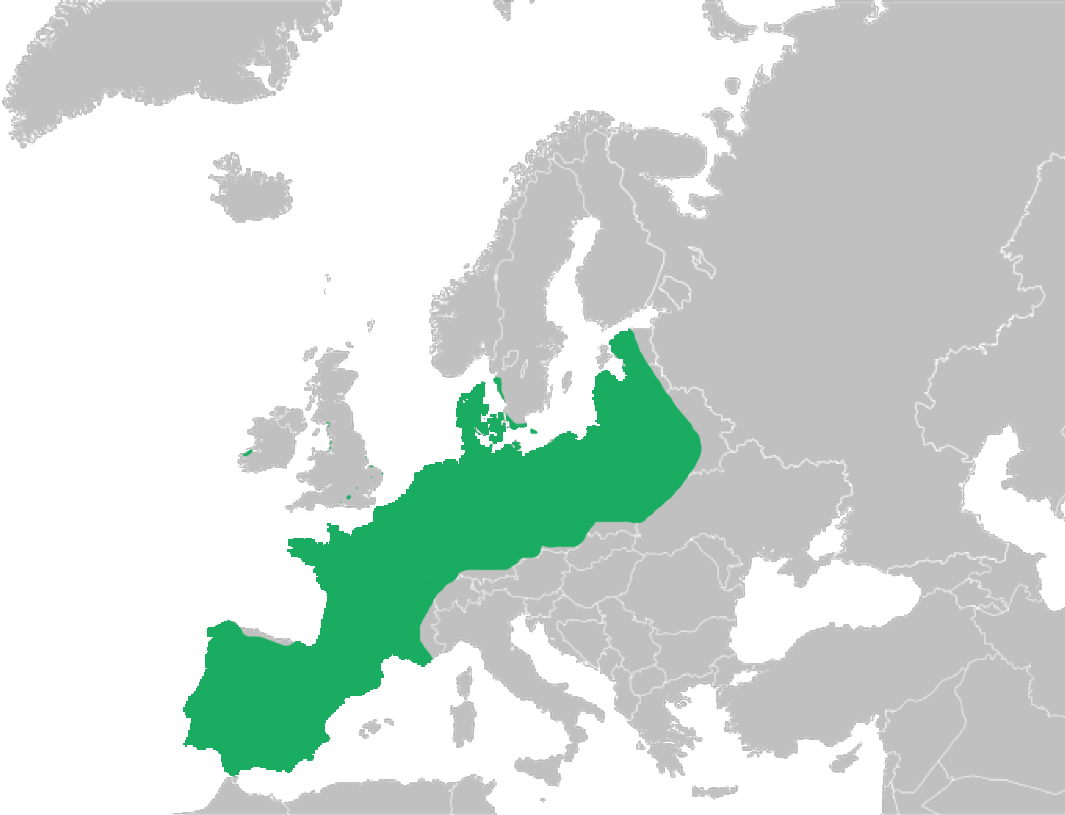
Verspreidingsgebied in het groen.

De rugstreeppad komt voor in een brede strook midden door Europa die loopt van Estland, Letland, Oblast Kaliningrad, Litouwen, Denemarken, (Wit-Rusland) en het noordwestelijke deel van Oekraïne. In Zweden komen populaties voor in het uiterste zuiden, maar langs de westkust komen populaties op de rotsige eilandjes voor tot bij Noorwegen. Het verspreidingsgebied loopt verder via Polen, Duitsland, Zwitserland, Oostenrijk, Tsjechië, uiterst noordelijk Slowakije tot in Nederland, België en Luxemburg. In het Verenigd Koninkrijk komt de rugstreeppad voor op slechts enkele locaties in Engeland, Schotland en Wales, in Ierland is alleen in het uiterst zuidwestelijke punten een populatie. Het zuidelijkste deel van het verspreidingsgebied loopt van en verder zuidwaarts door Frankrijk, Spanje en Portugal. Nederland, Portugal, Estland en de exclave Oblast Kaliningrad zijn de enige landen waar de rugstreeppad overal voorkomt. Het verspreidingsgebied is soms sterk versnipperd zoals in het Verenigd Koninkrijk, in de meeste landen komt de pad alleen voor in een deel van het land.

### In Nederland en België
De rugstreeppad heeft in Nederland een lange voortplantingsperiode, van april tot juni, wat er ook toe kan bijdragen dat een tijdelijk droogvallende poel toch voldoende is om nageslacht te produceren.
De rugstreeppad komt weleens in het nieuws als er een bouwproject is gestaakt vanwege de aanwezigheid van bijvoorbeeld kikkervisjes van deze soort. De pad duikt namelijk regelmatig op bij pas opgespoten land zoals recentelijk in Almere en op gronddepots, zoals in Lelystad. Het vinden van deze pad leidt vanwege de beschermingsstatus van deze soort tot onmiddellijke stillegging van de werkzaamheden. Bouwprojecten lopen zo grote vertraging op, wat tot aanzienlijke financiële schade kan leiden. Dergelijke vertraging kan worden voorkomen door tijdig maatregelen te treffen. Stilstaand water in de vorm van tijdelijke regenpoelen hebben grote aantrekkingskracht op rugstreeppadden. Het voorkomen van het blijven staan van water op bouwterreinen en het wegvangen van volwassen dieren voor aanvang van de bouwwerkzaamheden zijn effectieve maatregelen om vertraging te voorkomen.
Er is voor grootschalige bouwprojecten wel een achterdeurtje; als de rugstreeppad in een nieuw gebied is uitgezet en hier aanslaat (dit wil zeggen: nageslacht produceert, oftewel eitjes legt) mag op het oorspronkelijke terrein weer gewerkt worden. Wel blijft de zorgplicht van kracht. Dit is bijvoorbeeld gedaan toen voor de Betuweroute een tunnel geboord werd onder het Pannerdensch Kanaal. Een effectieve wijze van het weren van de rugstreeppad is het aanbrengen van zogenaamde paddenschermen. Deze lage netten zijn oorspronkelijk niet uitgevonden om padden te weren maar juist om padden te beschermen bij het oversteken van wegen.
In de Benelux wordt het potentiële leefgebied van deze soort door verdroging en landschapsinrichting verkleind. De rugstreeppad staat op de rode lijst en is streng beschermd middels de Europese Habitatrichtlijn (bijlage 4) en de Conventie van Bern (bijlage 2). De rugstreeppad is in tabel 3 van de Flora- en faunawet opgenomen. Op Europees niveau gaat de soort sterk achteruit.

### Habitat
| Overdag, met spleetvormige pupil. |
| 's Nachts, met open pupil.        |

Open gebieden met slechts hier en daar schuilplaatsen zijn een geschikte habitat, liefst met zandgrond om goed te kunnen graven, maar er zijn ook populaties bekend die leven op een rotsachtige ondergrond, ze schuilen dan in de rotsspleten. Rugstreeppadden zijn aangetroffen in uiteenlopende omgevingen, zoals militaire oefenterreinen, zandafgravingen of landbouwgebieden. Ze komen ook in de duinen en zelfs langs het strand voor, de geschikte voortplantingspoelen in de duinen liggen vaak al dicht achter de zeereep.
De rugstreeppad staat bekend als echte pioniersoort omdat ze een voorkeur heeft voor primaire stadia in de ecologische successie. Veel ingrepen van de mens kunnen als zodanig worden aangemerkt, van bouwterreinen tot afgravingen en net gegraven poelen en sloten, maar ook door natuurlijke dynamiek als overstroming en verstuiving kunnen geschikte habitats ontstaan zoals binnendijkse rivierengebieden en duinen. De rugstreeppad heeft een hekel aan hogere begroeiing, omdat deze het zonlicht weg vangt. Dat tijdelijke poelen worden gebruikt als kraamkamer voor het nageslacht, heeft zowel voor- als nadelen. Tijdelijke plassen drogen soms te snel op, waardoor alle larven sterven. Daar staat tegenover dat in kleinere wateren geen vissen of andere roofdieren zoals insecten of de larven leven en het water bovendien sneller wordt opgewarmd door de zon.
De steeds groeiende efficiëntie van de bouw is er debet aan dat de pad minder geschikte leefgebieden heeft; mogelijke voortplantingslocaties zijn maar korte tijd beschikbaar.

## Voedsel en vijanden
Op het menu staan verschillende kleine insecten. Uit een Engels onderzoek blijkt dat Epidalea calamita vooral vliegen, mieren, kevers en wantsen eet, evenals andere geleedpotigen zoals spinnen. 's Nachts leggen ze flinke afstanden af over open terrein zoals zandverstuivingen, maar ze schuimen zelfs het strand af op zoek naar voedsel. De kikkervisjes leven van algen, planten en dood organisch materiaal, maar kannibalisme komt ook voor. Uit een onderzoek in Spanje bleek dat het overgrote deel van de larven zand in de darmen had, wat doet vermoeden dat ze hun voedsel uit het bodemsubstraat filteren.
De belangrijkste vijanden van de rugstreeppad zijn vogels, zoals de bosuil, buizerd, dwergarend, grauwe kiekendief, slangenarend, waterral, wespendief en de rode en zwarte wouw. Ook de ringslang (Natrix natrix) en de adderringslang (Natrix maura) eten zowel kikkervisjes als juveniele en volwassen padden. Daarnaast zijn rovende zoogdieren als de bunzing verantwoordelijk voor vele slachtoffers.
De meeste zoetwatervissen hebben een hekel aan kikkervisjes, ze worden vooral door in het water levende insecten en hun larven belaagd, die het kikkervisje meestal doorboren met kaken of een zuigsnuit en vervolgens leegzuigen. Voorbeelden zijn met name de larven van libellen, larven en volwassen exemplaren van waterkevers en met name in het water levende wantsen, zoals de zwemwants, de staafwants en de waterschorpioen.
De volwassen pad neemt bij verstoring een dreighouding aan waarbij het dier hoog op zijn poten gaat staan en de longen vol zuigt met lucht om groter te lijken. De rugstreeppad kan daarnaast een gif uitscheiden door de parotoïden. Sommige vijanden reageren hier sterk geprikkeld op en spugen de pad spoedig na consumptie weer uit. Bij de mens veroorzaakt het gif bij aanraking alleen huidirritatie. De gifklieren produceren een schuim-achtige secretie, dat relatief veel gif bevat. Bij veel natuurlijke vijanden echter richt het gif niets uit, zo staan bunzingen erom bekend soms grote aantallen dieren rond hun voortplantingswateren te doden.

## Voortplanting en ontwikkeling
Buiten de paartijd is de rugstreeppad niet aan water gebonden, alleen voor de ei-afzet betreedt de vrouwelijke pad korte tijd het water. De rugstreeppad kan zich het hele jaar rond voortplanten, afhankelijk van de geografische locatie en de weersomstandigheden. In de Lage Landen kunnen van eind maart tot begin augustus. Gedurende de voortplantingstijd kwaken de mannetjes 's nachts in ondiepe wateren. Dit dient om de vrouwtjes te lokken, de lokroep doet denken aan de zang van de nachtzwaluw, het geluid wordt ook wel vergeleken met een geigerteller. Bij grote aantallen rugstreeppadden en gunstige omstandigheden (inversie) kan het geluid over kilometers gehoord worden. In Nederland en in Midden-Europa loopt de paartijd van april tot augustus, op het Iberisch Schiereiland van december tot juni. Bij de amplexus klemt het mannetje zijn voorpoten onder de oksels van het vrouwtje. Er kunnen drie ei-afzetperiodes per jaar plaatsvinden, afhankelijk van de regenval. Bij langdurige droogte zijn vaak alle kleine, ondiepe wateren verdwenen en kan de pad zich moeilijk voortplanten.
De eieren en larven hebben verschillende aanpassingen aan extreme omstandigheden; zo kunnen ze een temperatuur van 40 graden een tijdje verdragen en kunnen ze zich in water met een relatief hoog zoutgehalte ontwikkelen.
De rugstreeppad zet de eitjes net als de gewone pad af in zogenaamde eiersnoeren die een lengte kunnen bereiken van ongeveer 1 tot 2 meter. Het eiersnoer bestaat uit één of twee rijen eitjes, in totaal kan het legsel 2800 - 4000 eitjes bevatten, die een dikte hebben van ongeveer 4 tot 6 millimeter. De eisnoeren worden zo mogelijk tussen de begroeiing van erg ondiepe wateren (tot circa 20 cm diep) gevlochten. De eitjes komen bij een hoge watertemperatuur al na twee dagen uit, maar bij koele omstandigheden kan dat tot twee weken duren. De larven zijn bij het uitkomen zo'n 6 tot 8 millimeter lang, ze leven solitair maar omdat ze allemaal de ideale plek van een water opzoeken komen ze soms in groepen voor. Ze zijn zwart en leven voornamelijk op de bodem. Al na drie weken kunnen ze zich metamorfoseren, maar onder ongunstige omstandigheden hebben ze tot drie maanden nodig.

Afbeeldingen: voortplanting en ontwikkeling
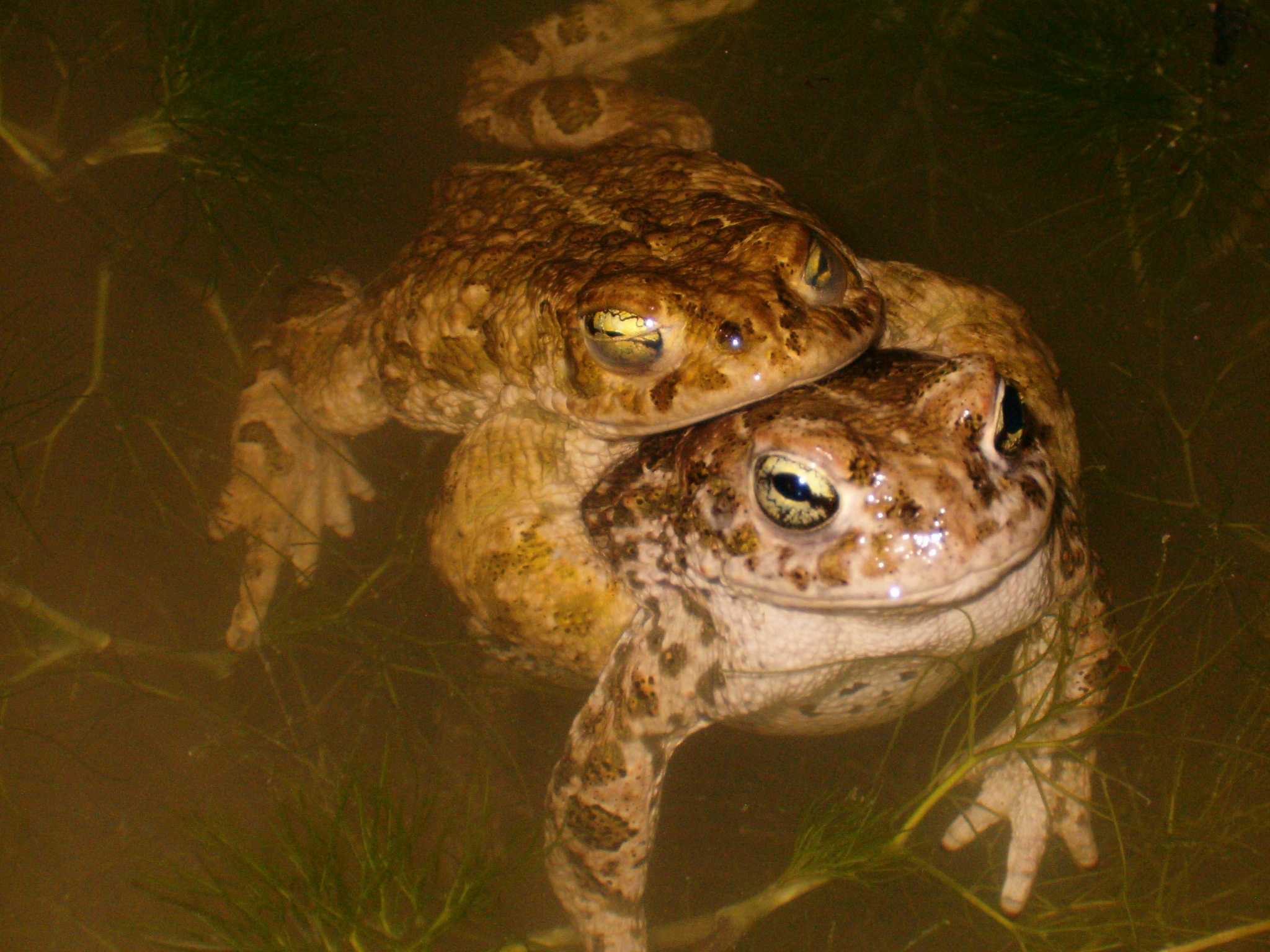
Paargreep of amplexus.
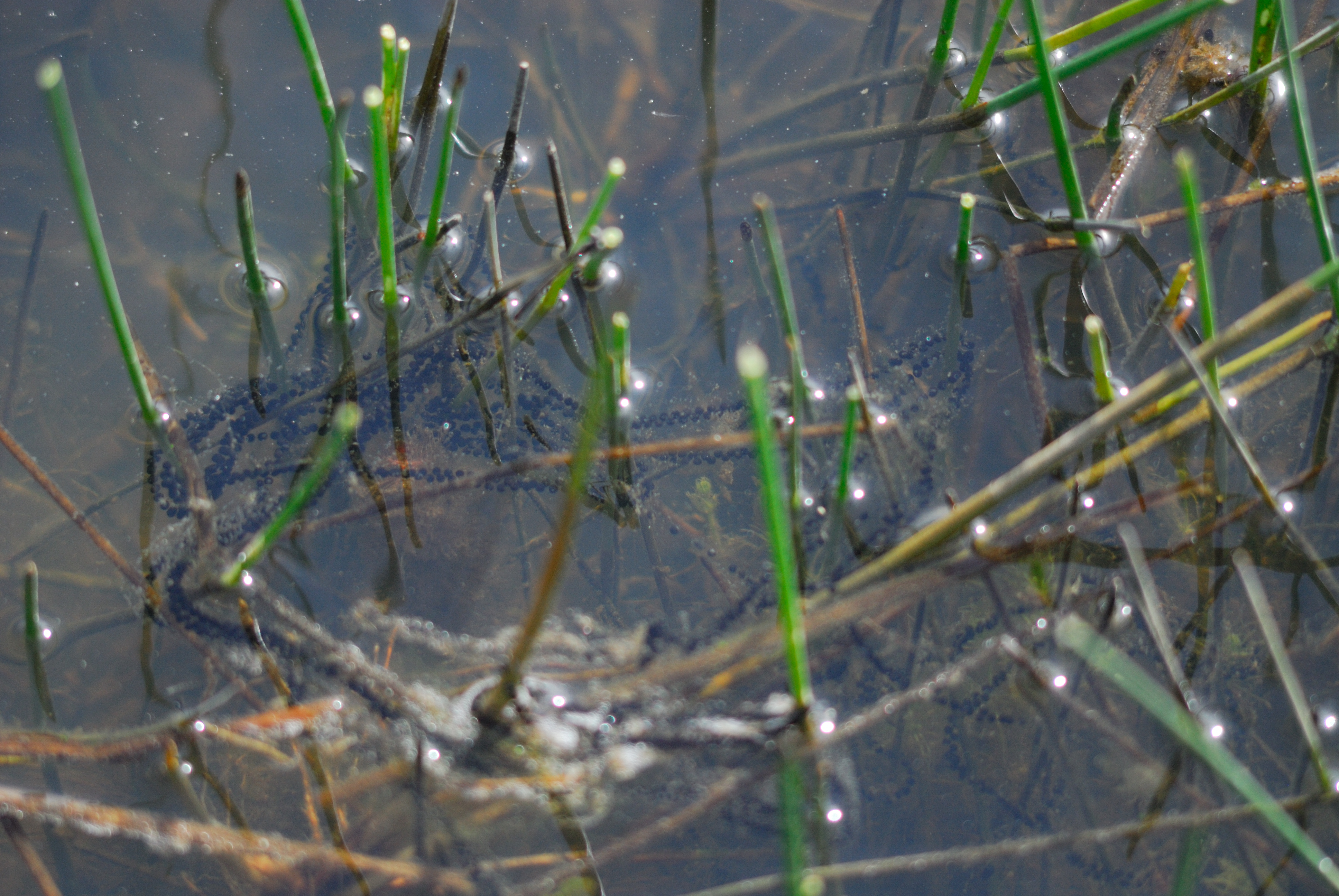
Eisnoeren van de rugstreeppad in een duinmeertje bij Wassenaar
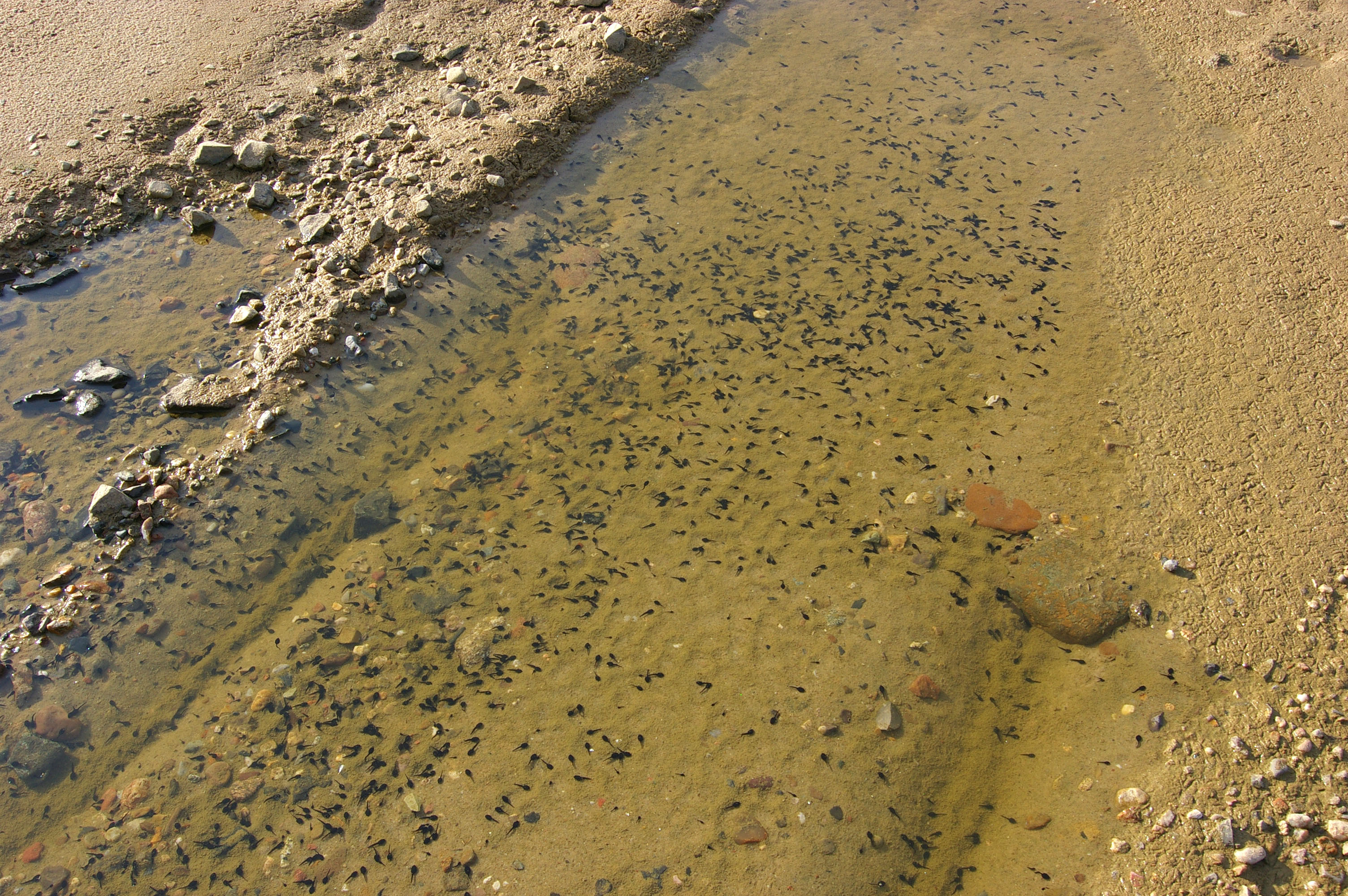
Larven
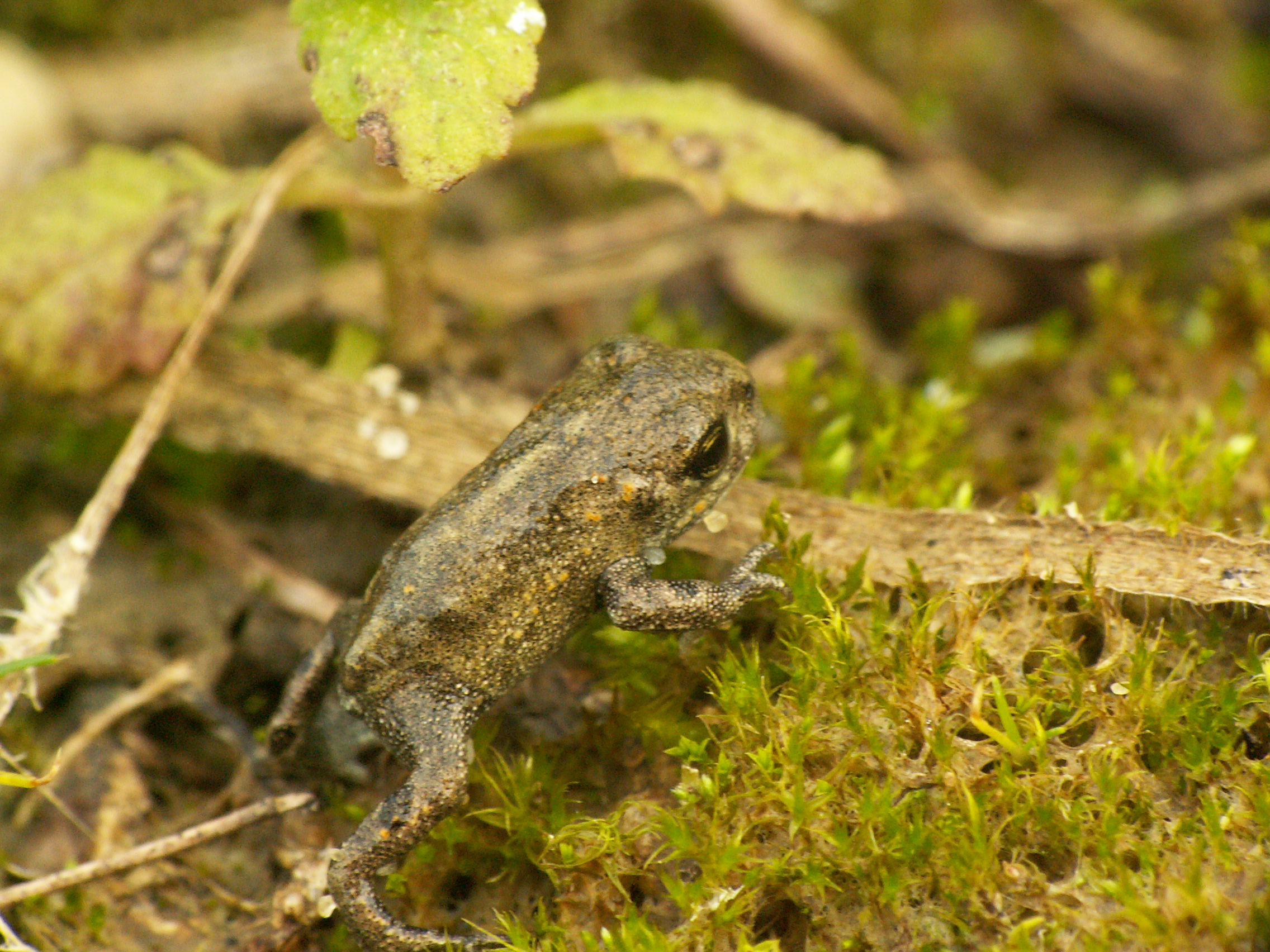
Klein juveniel, 14 september
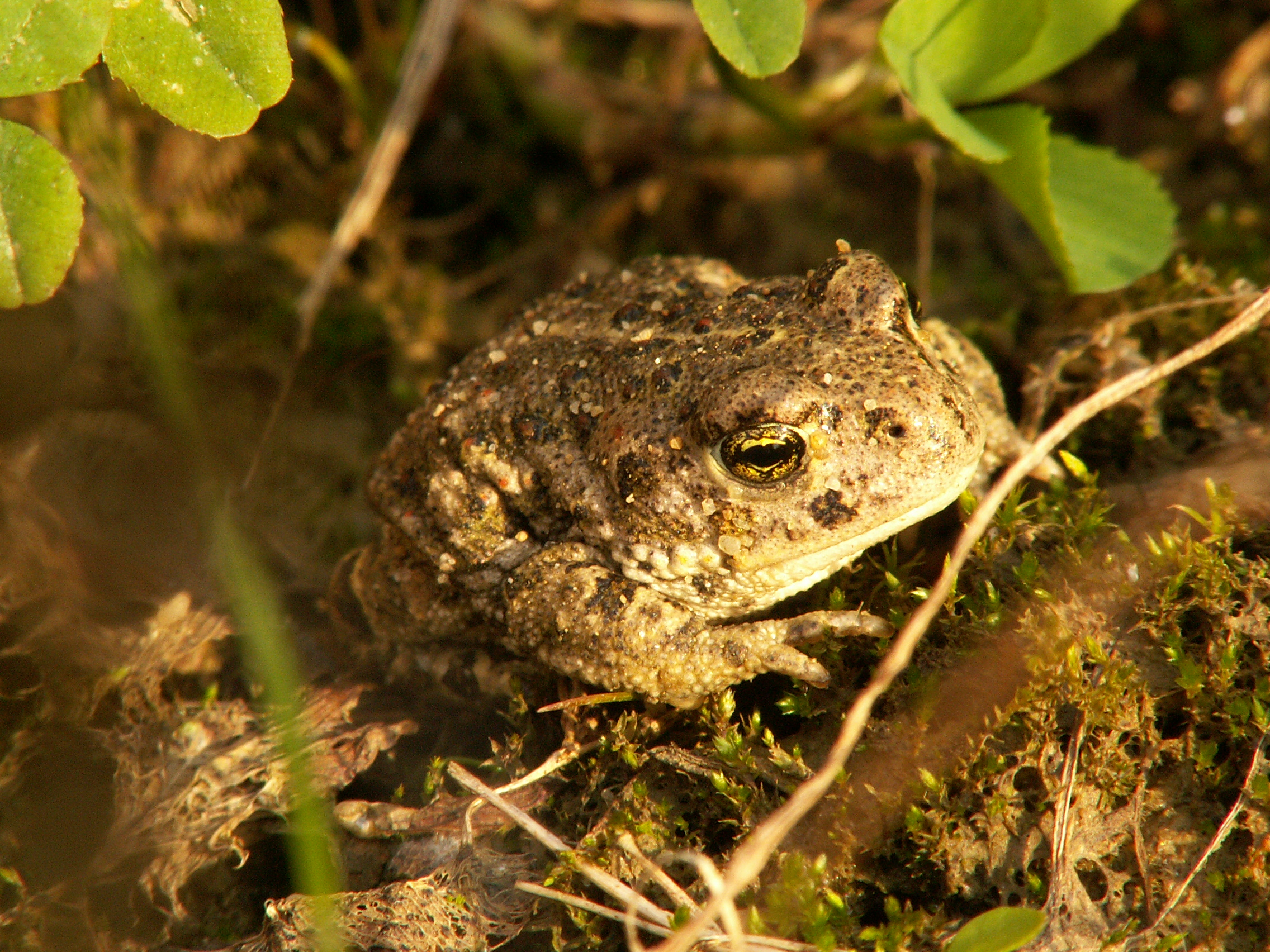
Groot juveniel, 14 september
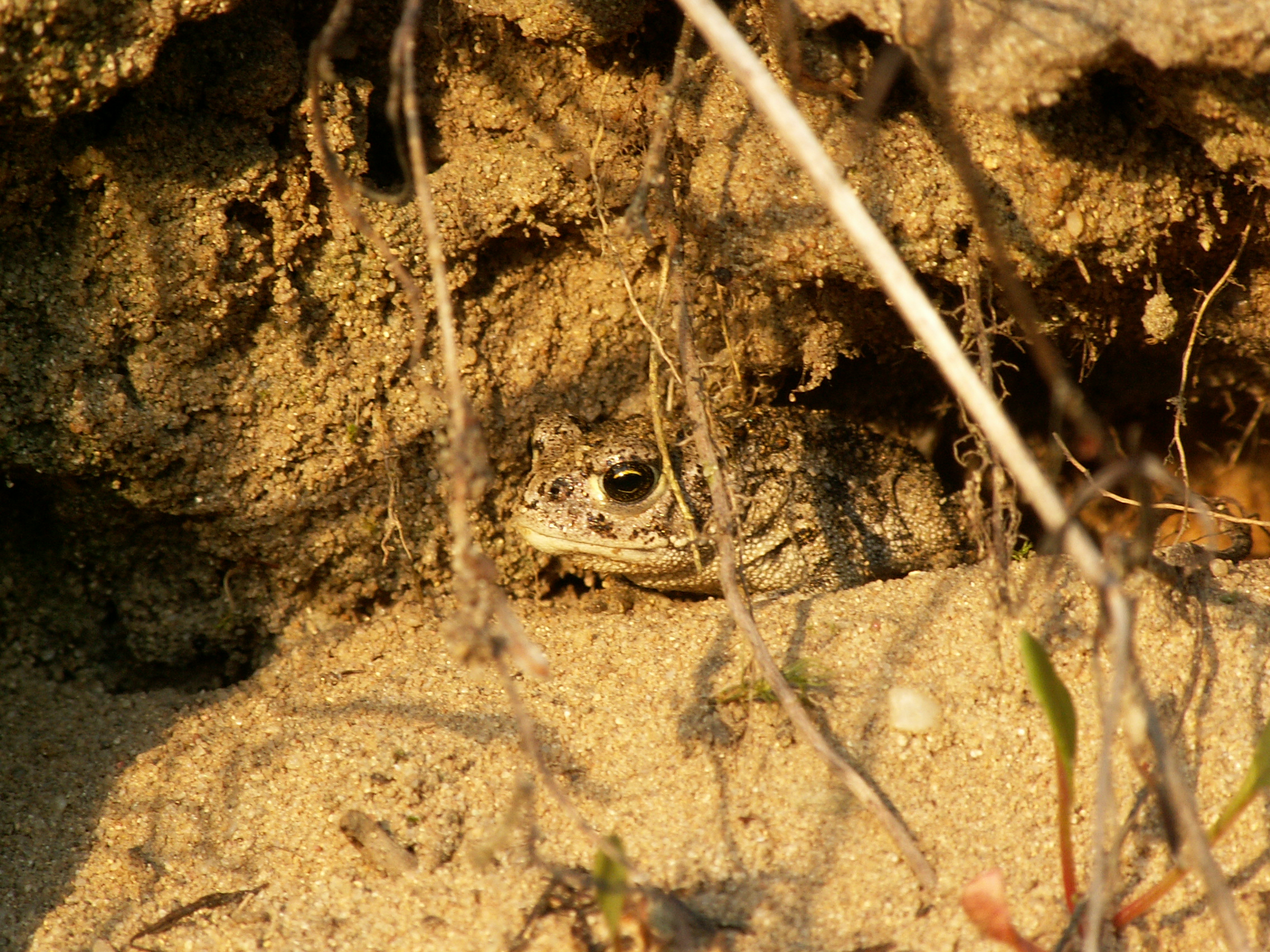
Groot juveniel in holletje, 13 september

## Levenswijze en gedrag
Door zijn geringe lengte, goede schutkleur en de schuwe en nachtactieve levenswijze is het een onopvallende soort die zich overdag verstopt in de strooisellaag, onder stenen, in een konijnenhol of in een zelf gegraven holletje. In de schemering wordt de pad actief en gaat op jacht. Daarbij prefereert hij zeer kale terreinen zoals zandverstuivingen, stranden, kale duinen en opgespoten terreinen waardoor de pootafdrukken vaak te vinden zijn in het losse zand.
De rugstreeppad is gemakkelijk te herkennen aan de voortbeweging; het is een vrij snelle soort die niet springt maar loopt wat een opmerkelijk gezicht is. Een foeragerende rugstreeppad is tamelijk actief en heeft een opvallende, bijna muis-achtige tred. De rugstreeppad legt door zijn grote activiteit behoorlijke afstanden af, waardoor hij snel nieuwe terreinen weet te koloniseren.